# José Luis Clerc
José Luis Clerc (Buenos Aires, 16 de agosto de 1958), conocido públicamente como Batata Clerc es un exjugador profesional de tenis argentino.
Comenzó a jugar al tenis en la década de 1970. En agosto del año 1981, se posicionó 4° en el Ranking ATP individual, su ranking más alto en toda su carrera, mientras que en dobles estuvo 30° en octubre de 1984. Se retiró en 1989 tras disputar el Torneo de Roland Garros de ese año. 
Actualmente se mantiene como el segundo argentino detrás de Guillermo Vilas con mayor cantidad de títulos profesionales en singles con 25, tres más que el tercero, Juan Martín Del Potro.

## Trayectoria

### 1977-1980: Inicios
Comenzó su carrera profesional en el año 1977 y tardó solo un año en ganar su primer torneo ATP Tour 250, este fue el 15 de mayo de 1978 precisamente en Florencia, dónde derroto al francés Patrice Dominguez.Ese año también ganó los torneos de Buenos Aires y Santiago (hoy en día llamados Argentina Open y Chile Open). 
Brilló a comienzos de la década de 1980, cuando alcanzó el puesto número 4 del ranking mundial. Se destacó más que nada en superficies lentas, llegando dos veces a semifinales del Abierto de Francia en 1981 y 1982. 

Participó de los ATP Finals en cuatro oportunidades entre 1980 y 1983, alcanzando los cuartos de final en 1982. Es el octavo jugador de la historia con más títulos sobre arcilla con 21, también el noveno jugador de la historia con más victorias sobre arcilla con 301.

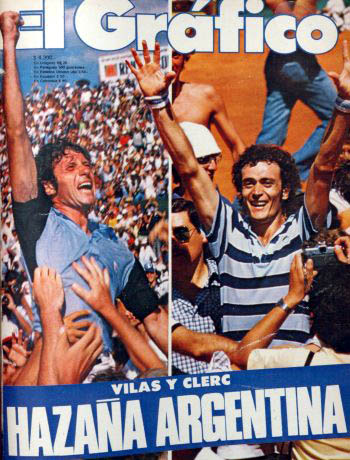
Portada de El Gráfico en marzo de 1980, dónde se observa a "Batata" Clerc y Guillermo Vilas

### 1981-1984: Copa Davis y N.°4 mundial
José Luis Clerc fue un baluarte, junto al legendario Guillermo Vilas, del equipo argentino de Copa Davis al que llevó a disputar su primera final de la Copa Davis de 1981.
Batata derrotó en el segundo sencillo a Roscoe Tanner 7-5, 6-3 y 8-6. Como Vilas había perdido su individual con McEnroe, el dobles (Vilas y Clerc) pasó a ser clave ante la tremenda dupla norteamericana formada por McEnroe y Peter Fleming. La relación entre Willy y Batata era pésima; eran dos egos enfrentados. Aun así, dejaron afuera de la cancha sus problemas personales y estuvieron cerca de ganar, pero finalmente perdieron después de casi seis horas de juego por 6-3, 4-6, 6-4, 4-6 y 11-9. En la tercera jornada de la serie, el sueño argentino terminó cuando Clerc cayó ante Mc Enroe (7-5, 5-7, 6-3, 3-6 y 6-3)
En mayo de ese mismo año ganó su torneo ATP más relevante, el Masters Series de Roma, superando al paraguayo Víctor Pecci por 6-3 6-4 6-0. En ese año ganó 6 títulos del circuito, divididos entre ATP 500 y ATP 250.
Los años 1982 y 1983 fueron de maravilla para él, ganó cinco y cuatro títulos respectivamente superando a históricos en finales como Jimmy Arias, Andrés Gómez, Heinz Günthardt, Guillermo Vilas, entre otros. Su última final como profesional fue en el ATP de Boston el 16 de julio de 1984, dónde cayó ante el estadounidense y local Aaron Krickstein por 6-7 6-3 y 4-6. Ese año también alcanzó el número 30, su ranking en el formato de dobles.

### 1985-1989: Últimos años y retiro
Sus últimos años no fueron muy destacados debido a su inactividad por problemas personales, en 1985 se presentó al Roland Garros y al Abierto de Estados Unidos, dónde cayo en tercera y primera ronda respectivamente. El 28 de noviembre de ese año, Clerc cayó ante Juan Avendaño en el Torneo de Itaparica, allí se produciría el empuje final al retiro definitivo que terminó anunciando el 19 de febrero de 1986.
Tras tres años de inactividad, en mayo de 1989 con 31 años de edad retomó al tenis para disputar su último gran torneo, este fue el Roland Garros dónde cayó con el ecuatoriano Andrés Gómez en primera ronda. En 1999 volvió a disputar el torneo pero con el formato de Leyendas del Roland Garros.

### Trayectoria post-retiro
Luego de su retiro como tenista, Clerc ha trabajado en academias de tenis en Argentina, México y los Estados Unidos. 
También se ha desempeñado como periodista y comentarista de las transmisiones en vivo de tenis en PSN y actualmente ESPN, donde comenta en los torneos de Grand Slam en dupla con Luis Alfredo Álvarez. En 2024, comentó en el mismo canal televisivo los Grand Slam y el Masters de Indian Wells en dupla con el relator Mariano Ryan.

## Vida personal
Clerc tiene cuatro hijos, Dominique, Nicolás, Juan Pablo y Sophie.La última es hipoacúsica, enfermedad que movilizó al tenista e hizo interiorizarse en los tratamientos de la misma. También confesó que cuando se retiró del tenis sufrió depresión y ansiedad la cual lo afecto severamente en su vida cotidiana.

"¿Qué es la ansiedad? Es la muerte. Eso es lo que te pasa en la cabeza. Y no pasa nada, absolutamente nada. Son todas ideas. Y las ideas cuando vos haces una locura no las pensás, las realizas. Es una enseñanza de vida y si sirve para esta gente que los está escuchando a ustedes les mando mis solidaridad, mi cariño, mi amor, que no se preocupen, que se relajen, que dejen fluir, son solamente pensamientos”.
Clerc con Infobae 

## Torneos ATP (27; 25+2)

### Individuales (25)

#### Títulos
| Leyenda                |
| Grand Slam (0)         |
| Tennis Masters Cup (0) |
| ATP Masters Series (1) |
| ATP Tour (24)          |

| N.º | Fecha                    | Torneo        | Superficie        | Oponente en la final | Resultado           |
| --- | ------------------------ | ------------- | ----------------- | -------------------- | ------------------- |
| 1.  | 15 de mayo de 1978       | Florencia     | Polvo de ladrillo | Patrice Dominguez    | 6-4 6-2 6-1         |
| 2.  | 27 de noviembre de 1978  | Buenos Aires  | Polvo de ladrillo | Víctor Pecci         | 6-4 6-4             |
| 3.  | 4 de diciembre de 1978   | Santiago      | Polvo de ladrillo | Víctor Pecci         | 3-6 6-3 6-3         |
| 4.  | 16 de abril de 1979      | Johannesburgo | Dura              | Deon Joubert         | 6-2 6-1             |
| 5.  | 10 de marzo de 1980      | San José      | Dura              | Jimmy Connors        | 4-6 2-6 ret.        |
| 6.  | 28 de julio de 1980      | South Orange  | Polvo de ladrillo | John McEnroe         | 6-3 6-2             |
| 7.  | 4 de agosto de 1980      | Indianápolis  | Polvo de ladrillo | Mel Purcell          | 7-5 6-3             |
| 8.  | 29 de septiembre de 1980 | Madrid        | Polvo de ladrillo | Guillermo Vilas      | 6-3 1-6 1-6 6-4 6-2 |
| 9.  | 3 de noviembre de 1980   | Quito         | Polvo de ladrillo | Víctor Pecci         | 6-4 1-6 10-8        |
| 10. | 17 de noviembre de 1980  | Buenos Aires  | Polvo de ladrillo | Rolf Gehring         | 6-7 2-6 7-5 6-0 6-3 |
| 11. | 11 de mayo de 1981       | Florencia     | Polvo de ladrillo | Raúl Ramírez         | 6-1 6-2             |
| 12. | 18 de mayo de 1981       | Roma          | Polvo de ladrillo | Víctor Pecci         | 6-3 6-4 6-0         |
| 13. | 13 de julio de 1981      | Boston        | Polvo de ladrillo | Hans Gildemeister    | 0-6 6-2 6-2         |
| 14. | 20 de julio de 1981      | Washington    | Polvo de ladrillo | Guillermo Vilas      | 7-5 6-2             |
| 15. | 28 de julio de 1981      | North Conway  | Polvo de ladrillo | Guillermo Vilas      | 6-3 6-2             |
| 16. | 3 de agosto de 1981      | Indianapolis  | Polvo de ladrillo | Ivan Lendl           | 4-6 6-4 6-2         |
| 17. | 8 de febrero de 1982     | Richmond      | Carpeta (i)       | Fritz Buehning       | 3-6 6-3 6-4 6-3     |
| 18. | 7 de junio de 1982       | Venecia       | Polvo de ladrillo | Peter McNamara       | 7-6 6-1             |
| 19. | 5 de julio de 1982       | Gstaad        | Polvo de ladrillo | Guillermo Vilas      | 6-1 6-3 6-2         |
| 20. | 12 de julio de 1982      | Zell am See   | Polvo de ladrillo | Heinz Gunthardt      | 6-0 3-6 6-2 6-1     |
| 21. | 15 de noviembre de 1982  | São Paulo     | Polvo de ladrillo | Marcos Hocevar       | 6-2 6-7 6-3         |
| 22. | 24 de enero de 1983      | Guarujá       | Dura              | Mats Wilander        | 3-6 7-5 6-1         |
| 23. | 11 de julio de 1983      | Boston        | Polvo de ladrillo | Jimmy Arias          | 6-3 6-1             |
| 24. | 18 de julio de 1983      | Washington    | Polvo de ladrillo | Jimmy Arias          | 6-3 3-6 6-0         |
| 25. | 25 de julio de 1983      | North Conway  | Polvo de ladrillo | Andrés Gómez         | 6-3 6-1             |

### Finalista en individuales (10)
| N.º | Fecha                    | Torneo          | Superficie        | Oponente en la final | Resultado            |
| --- | ------------------------ | --------------- | ----------------- | -------------------- | -------------------- |
| 1.  | 10 de julio de 1978      | Gstaad          | Polvo de ladrillo | Guillermo Vilas      | 3-6 6-7 4-6          |
| 2.  | 30 de julio de 1978      | South Orange    | Polvo de ladrillo | Guillermo Vilas      | 1-6 3-6              |
| 3.  | 10 de julio de 1978      | Toronto         | Polvo de ladrillo | Eddie Dibbs          | 7-5 4-6 1-6          |
| 4.  | 25 de septiembre de 1978 | Aix-en-Provence | Polvo de ladrillo | Guillermo Vilas      | 3-6 0-6 3-6          |
| 5.  | 19 de noviembre de 1979  | Buenos Aires    | Polvo de ladrillo | Guillermo Vilas      | 1-6 2-6 2-6          |
| 6.  | 21 de julio de 1980      | Washington      | Polvo de ladrillo | Brian Gottfried      | 5-7 6-4 4-6          |
| 7.  | 12 de octubre de 1981    | Basilea         | Dura              | Ivan Lendl           | 2-6 3-6 0-6          |
| 8.  | 12 de abril de 1982      | Houston         | Polvo de ladrillo | Ivan Lendl           | 6-3 6-7 0-6 4-1 ret. |
| 9.  | 12 de septiembre de 1983 | Palermo         | Polvo de ladrillo | Jimmy Arias          | 2-6 6-2 0-6          |
| 10. | 16 de julio de 1984      | Boston          | Polvo de ladrillo | Aaron Krickstein     | 6-7 6-3 4-6          |

### Dobles (2)

#### Títulos
| N.º | Fecha                    | Torneos | Superficie        | Pareja       | Oponentes                     | Resultado     |
| --- | ------------------------ | ------- | ----------------- | ------------ | ----------------------------- | ------------- |
| 1.  | 18 de octubre de 1981    | Basel   | Dura (i)          | Ilie Nastase | Markus Günthardt Pavel Složil | 7–6, 6–7, 7–6 |
| 2.  | 12 de septiembre de 1983 | Palermo | Polvo de ladrillo | Pablo Arraya | Tian Viljoen Danie Visser     | 1-6, 6-4, 6-4 |

## Clasificación histórica

### Individuales
| Torneos de Grand Slam         |              |              |              |              |       |       |       |       |              |              |              |              |              |              |              |         |         |
| Abierto de Australia          |              |              | 1R           |              | 2R    |       |       |       |              |              | NH           |              |              |              |              | 0 / 2   | 1–2     |
| Roland Garros                 |              |              | 2R           | 2R           | 2R    | SF    | SF    | 2R    | 2R           | 3R           |              |              |              | 1R           |              | 0 / 9   | 17–9    |
| Campeonato de Wimbledon       |              |              | 1R           | 4R           | 3R    | 3R    |       | 1R    |              |              |              |              |              |              |              | 0 / 5   | 7–5     |
| Abierto de Estados Unidos     |              |              | 3R           | 4R           | 1R    | 4R    | 1R    | 1R    |              | 1R           |              |              |              |              |              | 0 / 7   | 8–7     |
| Victorias-derrotas            | 0–0          | 0–0          | 3–4          | 7–3          | 4–4   | 10–3  | 5–2   | 1–3   | 1–1          | 2–2          | 0–0          | 0–0          | 0–0          | 0–1          | 0–0          | 0 / 23  | 33–23   |
| Torneo de final de año        |              |              |              |              |       |       |       |       |              |              |              |              |              |              |              |         |         |
| ATP World Tour Finals         | No clasificó | No clasificó | No clasificó | No clasificó | RR    | RR    | CF    | 1R    | No clasificó | No clasificó | No clasificó | No clasificó | No clasificó | No clasificó | No clasificó | 0 / 4   | 2–6     |
| Estadísticas                  |              |              |              |              |       |       |       |       |              |              |              |              |              |              |              |         |         |
| Finales                       | 0            | 0            | 7            | 2            | 7     | 7     | 6     | 5     | 1            | 0            | 0            | 0            | 0            | 0            | 0            | 35      | 35      |
| Títulos                       | 0            | 0            | 3            | 1            | 6     | 6     | 5     | 4     | 0            | 0            | 0            | 0            | 0            | 0            | 0            | 25      | 25      |
| Total victorias-derrotas      | 1–3          | 1–3          | 50–17        | 56–22        | 73–23 | 58–14 | 65–22 | 31–15 | 16–14        | 24–14        | 0–0          | 0–0          | 0–0          | 1–4          | 0–0          | 375–148 | 375–148 |
| Porcentaje de victorias       | 25%          | 25%          | 75%          | 72%          | 76%   | 81%   | 75%   | 67%   | 53%          | 63%          | –            | –            | –            | 20%          | –            | 71.70%  | 71.70%  |
| Ranking al final de temporada | 278          | 278          | 15           | 17           | 8     | 5     | 6     | 8     | 33           | 28           |              | –            | –            | 514          |              |         |         |

## Premios obtenidos
- Copa del Mundo por Equipos, (1980)
- Premio al mejor deportista en 1981 ("Sportmanship Award" entregado por la ATP)
- Premio Konex - Diploma al Mérito (1980 y 1990)